# Khamaria
Khamaria es un pueblo y nagar Panchayat situado en el distrito de Sant Ravidas Nagar en el estado de Uttar Pradesh (India). Su población es de 25929 habitantes (2011). 

## Demografía
Según el censo de 2011 la población de Khamaria era de 25929 habitantes, de los cuales 13668 eran hombres y 12291 eran mujeres. Khamaria tiene una tasa media de alfabetización del 75,89%, superior a la media estatal del 67,68%: la alfabetización masculina es del 83,92%, y la alfabetización femenina del 66,98%.